# سعر الفائدة بين البنوك في سنغافورة
سعر الفائدة بين البنوك في سنغافورة SIBOR هو سعر مرجعي يومي يعتمد على أسعار الفائدة التي تقدم بها البنوك إقراض أموال غير مضمونة إلى بنوك أخرى في سوق المال في سنغافورة (أو سوق ما بين البنوك).

## نبذة
هو مشابه لسعر الليبور المستخدم على نطاق واسع (سعر الفائدة بين البنوك في لندن)، وسعر الفائدة بين البنوك باليورو. يعد استخدام سعر الفائدة بين البنوك في سنغافورة أكثر شيوعًا في المنطقة الآسيوية وقد حددته جمعية البنوك في سنغافورة (ABS).
يأتي سعر الفائدة بين البنوك في سنغافورة في فترة تتراوح من 1 إلى 3 أو 6 أو 12 شهرًا. في نهاية المدة، يقوم البنك المقترض بإعادة الأموال المقترضة إلى البنك المُقرض. سعر الفائدة بين البنوك في سنغافورة لمدة 3 أشهر هو السعر الأكثر شيوعًا الذي يتم ربط القروض به وكان حول 1% في السنوات القليلة الماضية.